# Machaerium longistipitatum
Machaerium longistipitatum är en ärtväxtart som beskrevs av Frederico Carlos Hoehne. Machaerium longistipitatum ingår i släktet Machaerium och familjen ärtväxter. Inga underarter finns listade i Catalogue of Life.